# Classe Brooke
Le fregate della classe Brooke sono la versione antiaerea delle fregate della classe Garcia. La classe era costituita da sei esemplari: Brooke (FFG-1), Ramsey (FFG-2), Schofield (FFG-3), Talbot (FFG-4), Richard L. Page (FFG-5) e Julius A. Furer (FFG-6). Essi si differenziavano rispetto alle unità della classe Garcia per la riduzione dei cannoni ad uno, con quello sistemato a mezzanave, sopra la sovrastruttura di poppa, davanti all'hangar, sostituito da un lanciamissili Mk 13 con 16 Tartar. Esso era abbinato ad un SPG-51 di controllo tiro. Non vi era in nessun caso un sonar a profondità variabile.
La metà delle navi, le prime tre, non aveva una riservetta di 8 missili, le altre ne avevano 8 di ricarica oltre a quelli sistemati sul lanciatore ottuplo, che con un ingombro limitato, paragonabile a quello di una torre binata da 127/38mm, aveva 8 di questi attrezzi pronti al lancio.
Le navi sembrerebbero ben riuscite a sentire le loro caratteristiche e, all'epoca della loro realizzazione, terminata nel 1963, erano ottime imbarcazioni, paragonabili se non migliori alle Type 12 inglesi che iniziarono proprio l'anno ad entrare in servizio. Le loro prestazioni in verità non vennero reputate del tutto soddisfacenti. Non avevano un sonar a profondità variabile come standard, e il loro costo era troppo alto per una piattaforma che aveva da offrire in definitiva un paio di cannoni, un lanciamissili ASROC e un elicottero leggero.
Le prestazioni delle caldaie ad alta pressione risultarono inficiate da problemi di affidabilità e sicurezza.  La situazione fu talmente grave che dopo poche navi venne sospesa la produzione, e questo comportò la progettazione delle successive Knox, che erano simili in dimensioni e potenza, ma equipaggiate con turbine a bassa pressione, che comportarono una maggiore larghezza dello scafo nonostante la riduzione degli assi principali ad uno.
La classe Brooke era migliore, ma essa era anche più costosa, e ci si interrogò se un sistema missilistico Tartar era valorizzabile con un solo radar guidamissili e caratteristiche di piattaforma che al di là delle prestazioni teoriche dovevano essere piuttosto deludenti. Eppure, se si considera l'evoluzione successiva delle fregate americane, la classe Perry, con un lanciamissili Mk 13 e 40 SM-1 non sono certo migliori in termini concettuali.
Comparando le due navi esse hanno una similarità in dimensioni, specie la larghezza, e di dislocamento. Entrambe hanno un lanciamissili a medio raggio e un radar guidamissili. Ma le Perry hanno una capacità di fuoco relegata alla presenza del lanciamissili a prua, con 40 armi sottostanti, e un paio di elicotteri a poppa, mentre il lanciamissili ASROC è stato abolito grazie alla presenza di due macchine ad ala rotante, per cui è possibile che una di queste sia sempre pronta all'uso. L'artiglieria è però relegata alla metà delle sovrastrutture, come ai tempi delle navi a vela. La dotazione di missili è standard di 40 armi, ma con un solo radar sarebbe difficile utilizzare davvero tale deposito di armamenti. Le Brooke, con la metà degli elicotteri e di missili, hanno il doppio di sistemi missilistici (con l'ASROC disgiunto dal Tartar), del calibro del cannone (sistemato a prua molto più razionalmente), e degli assi portaelica. Il fatto di avere solo 16 missili Tartar non è tanto difficile da capire se si considera che questo significa un'autonomia di fuoco comparabile all'unico radar presente, mentre il numero di missili totale arriva a 32 quando gli ASROC hanno il deposito di ricarica. Infine gli assi portaelica sono 2, con una migliore capacità di far fronte a danni o guasti. La presenza di un solo elicottero è in parte compensata dalla presenza dell'ASROC. Nell'insieme, posto che l'apparato motore fosse sostituito con l'unica vera soluzione in termini di compattezza, ovvero le turbine, una nave come una Brooke equipaggiata con turbine LM2500 come le Perry avrebbe potuto costituire un progetto molto più equilibrato e meno discusso. 
Le Garcia sono uscite dal servizio dopo il servizio con l'US Navy, come anche le Brooke. Alcune di queste navi sono andate al Pakistan per costituire il nerbo della flotta. La nave successiva a queste unità, la Knox, ebbe un successo maggiore, sia pure con alcune limitazioni come l'unico asse portaelica e il ritorno a caldaie a bassa pressione.